# Montgru-Saint-Hilaire
Montgru-Saint-Hilaire is een gemeente in het Franse departement Aisne (regio Hauts-de-France) en telt 33 inwoners (2009). De plaats maakt deel uit van het arrondissement Soissons.

## Geografie
De oppervlakte van Montgru-Saint-Hilaire bedraagt 3,4 km², de bevolkingsdichtheid is dus 9,7 inwoners per km².
De onderstaande kaart toont de ligging van Montgru-Saint-Hilaire met de belangrijkste infrastructuur en aangrenzende gemeenten.

## Demografie
Onderstaande figuur toont het verloop van het inwonertal (bron: INSEE-tellingen).
Vanwege een beveiligingsprobleem met de MediaWiki Graph-software is het momenteel niet mogelijk deze grafiek weer te geven. Zodra de software is bijgewerkt zal de grafiek vanzelf weer zichtbaar worden.